# Seinheuwel
Seinheuwel (Afrikaans voor 'seinheuvel', ook Vlaeberg; Engels: Signal Hill) is een heuvel bij Kaapstad, ten noorden van de Tafelberg. 
De heuvel kreeg de naam Seinheuvel in de Nederlandse koloniale tijd. Vanaf de heuvel werden seinvlaggen gebruikt om schepen te waarschuwen voor slecht weer. Vanaf de negentiende eeuw werden ook seinschoten afgevuurd voor elk schip dat men vanaf de heuvel de haven zag naderen. Bovendien ontstond de traditie om elke dag stipt om twaalf uur 's middags een schot af te vuren ter ijking van de scheepsklokken. Nog elke dag om twaalf uur wordt zo'n kanonschot gevuurd. De knal is in het grootste deel van de City Bowl te horen. 
Seinheuwel oefent een grote aantrekkingskracht uit op toeristen en recreanten. Het biedt een uitzicht over het stadscentrum, de Tafelbaai en de Atlantische Oceaan.